# 捷列什夫齊
49°29′0″N 27°13′23″E / 49.48333°N 27.22306°E
泰雷希夫齊（烏克蘭語：Терешівці）是位於烏克蘭西部的村莊，由赫梅利尼茨基州裡赫梅利尼茨基區的利索維-赫里尼夫齊市鎮負責管轄。該村面積2.8平方公里，海拔高度341米，2001年人口707。